# کراسنوزنامنسک، استان مسکو
شهر کراسنوزنامنسک (به روسی: Краснознаменск) در کشور روسیه و در استان مسکو واقع شده‌است.